# 萨利沃
萨利沃（法語：Salives，法語發音：[saliv]）是法国科多尔省的一个市镇，属于第戎区。

## 地理
萨利沃（47°37'0"N, 4°55'8"E）面积47.85 平方千米，位于法国勃艮第-弗朗什-孔泰大區科多尔省，该省份为法国中东部省份，北起奥布省，西接涅夫勒省和约讷省，南至索恩-卢瓦尔省，东南接汝拉省，东临上索恩省，东北部与上马恩省接壤。
与萨利沃接壤的市镇（或旧市镇、城区）包括：米诺、莫卢瓦、弗雷努瓦、巴尔容、库尔蒂夫龙、埃沙洛、弗赖尼奥和韦夫罗特、莱里、普瓦瑟勒莱索。

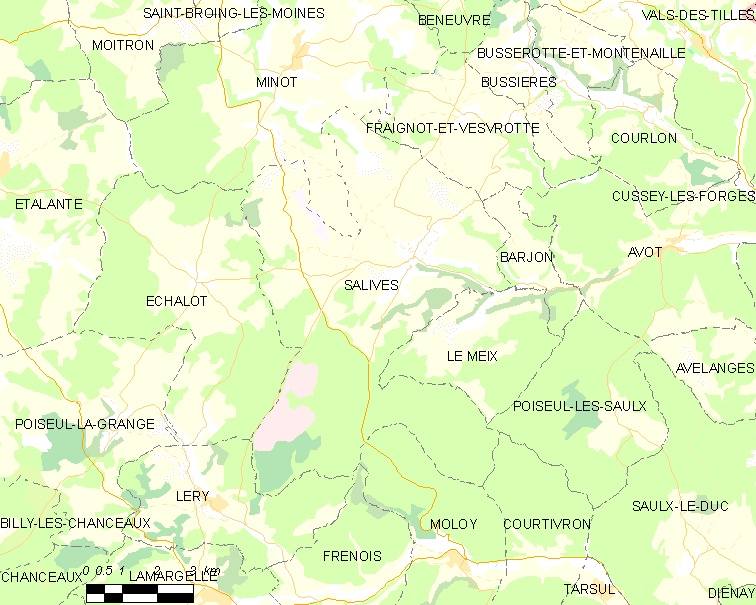
萨利沃的OSM定位图

萨利沃的时区为UTC+01:00、UTC+02:00（夏令时）。

## 行政
萨利沃的邮政编码为21580，INSEE市镇编码为21579。

## 政治
萨利沃所属的省级选区为蒂耶河畔伊斯县。

## 人口

1962-2008年间萨利沃人口变化图示

萨利沃于2022年1月1日时的人口数量为196人。